# Port Henry
Port Henry település az Amerikai Egyesült Államok New York államában, Essex megyében. Lakosainak száma 1150 fő (2020. április 1.).

## Népesség
A település népességének változása:

| 2010 | 1 194 |
| 2020 | 1 150 |